# Gustav Wilhelm Lichtenberg
Gustav Adolph Georg Wilhelm Lichtenberg (* 10. Dezember 1811 in Pfungstadt; † 23. April 1879 in Mannheim) war ein deutscher Jurist und Politiker. Er war hessischer Landgerichtsassessor und Abgeordneter der Ersten Kammer der Landstände des Großherzogtums Hessen.

## Leben und Wirken
Gustav Wilhelm Lichtenberg war der Sohn des Pfarrers in Pfungstadt und Dekans Friedrich Lichtenberg (1770–1846) und dessen Ehefrau Friederike geborene Malcomesius (1779–1851). Lichtenberg, der evangelischer Konfession war, heiratete am 11. November 1841 in Pfungstadt Karoline Wilhelmine Friederike geborene Rexroth (* 3. April 1821 in Schöllenbach bei Kailbach; † 31. Oktober 1843 in Michelstadt), die Tochter des Hammerbesitzers in Schöllenbach Friedrich Rexroth und dessen Ehefrau Eva geborene Kredel. Lichtenberg studierte 1830 bis 1833 Rechtswissenschaften an der Universität Gießen. Während seines Studiums wurde er 1832 Mitglied der Gießener Burschenschaft Teutonia und in Folge Mitglied des Corps Starkenburgia Gießen Später wurde er wegen seiner burschenschaftlichen Aktivitäten auch im „Schwarzen Buch“ der Frankfurter Bundeszentralbehörde vermerkt, 1836 durch das Hofgericht Gießen jedoch freigesprochen.
Nach seinem Studium wurde er dort Hofgerichtsakzessist. Ab 1841 war er Landgerichtsassessor am Landgericht Michelstadt, ab 1848 am Landgericht Lorsch, ab 1850 am Landgericht Homberg/Ohm und ab 1853 am Landgericht Altenstadt. Am 17. Dezember 1862 wurde er durch bestätigendes Urteil des Hofgerichts Gießen entlassen.
1850 war er gewähltes Mitglied der Ersten Kammer des Landtags des Großherzogtums Hessen (Wahlbezirk 3 Homberg und Alsfeld).